# ASM-135 ASAT
O ASM-135 ASAT é um míssil antissatélite de lançamento aéreo de vários estágios desenvolvido pela Ling-Temco-Vought. Foi usado exclusivamente pelos F-15 da Força Aérea dos Estados Unidos.

## Desenvolvimento

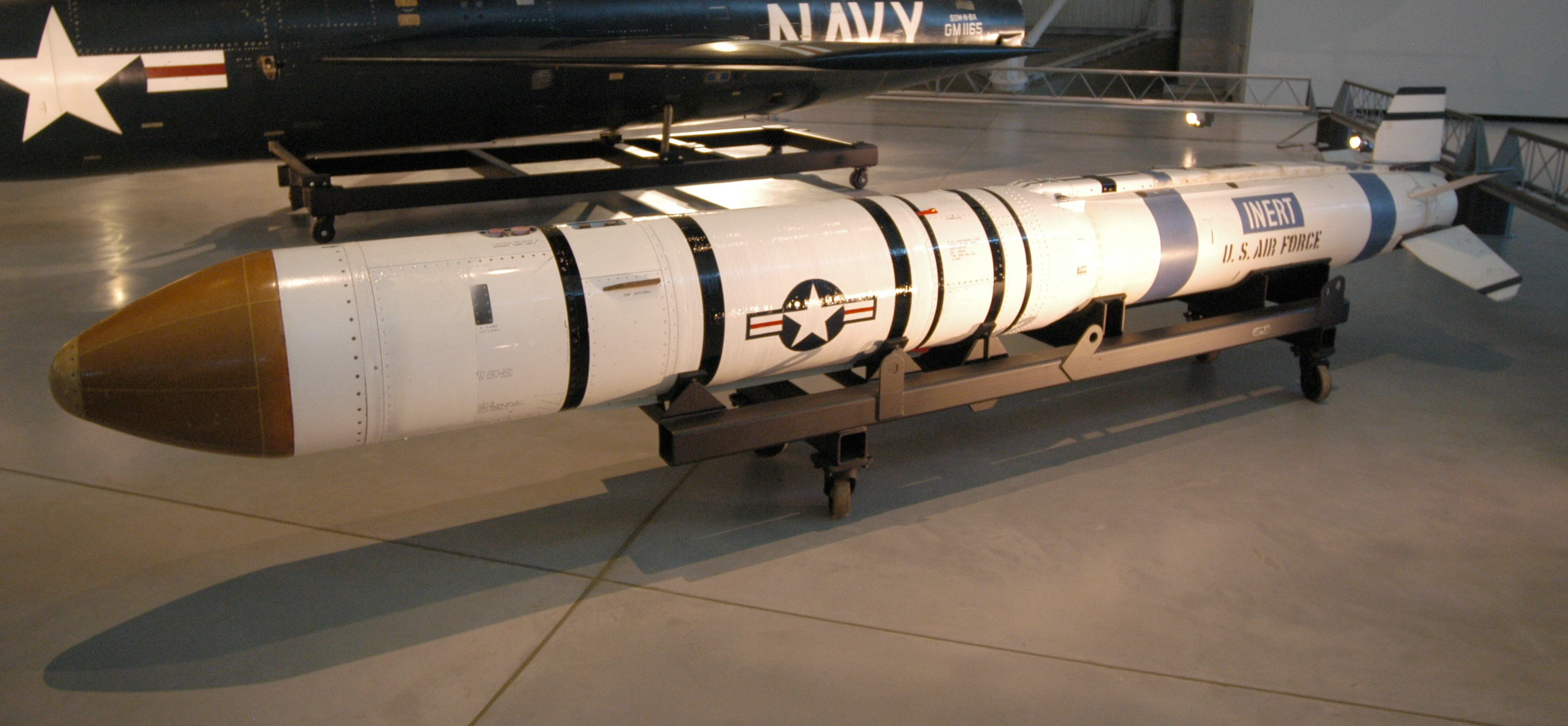
ASM-135 ASAT.

No final dos anos 1950 os Estados Unidos começaram o desenvolvimento de armas antissatélite. A primeira arma antissatélite dos Estados Unidos foi o sistema Bold Orion, também lançado do ar, neste caso por um Boeing B-47 Stratojet. O Bold Orion foi testado em 19 de outubro de 1959 contra o satélite Explorer 6. O míssil, de dois estágios, passou a 6,4 km do satélite, distância à qual apenas uma carga nuclear poderia, talvez, destruí-lo.
No início de 1960 o Departamento de Defesa dos Estados Unidos começou um programa chamado SPIN (Space intercepta). Em 1962, a Marinha lançou foguetes Caleb como parte do Programa de intercepção de satélites, com o objetivo de desenvolver uma arma antissatélite.
Os Estados Unidos desenvolveram armas antissatélite de ascensão direto. Um míssil Nike Zeus armado com uma cabeça nuclear destruiu um satélite em 1963, e um míssil do sistema conhecido como projeto MDUFLAP (e mais tarde como projeto 505) esteve disponível para lançamento entre 1964 e 1967. Um míssil nuclear antissatélite Tor foi lançado pela Força Aérea sob o programa 437, substituindo na época o Nike Zeus do projeto 505 em 1967 O míssil Tor do programa 437 permaneceu até 1975. Uma desvantagem das armas nucleares antissatélite é que eles podem causar danos nos próprios satélites. Como resultado, os Estados Unidos dirigiram seus esforços para desenvolver armas antissatélite não nucleares.
Após a demonstração, por parte da União Soviética de um sistema antissatélite coorbital, em 1978 o presidente Jimmy Carter ordenou à USAF desenvolver e implantar um novo sistema antissatélite.
Em 1978 a USAF começou um novo programa denominando em princípio Prototype Miniature Air-Launched Segment (PMALS) e o comando da divisão espacial da Força Aérea estabeleceu um escritório para o programa. A USAF publicou um pedido de propostas para um veículo em miniatura lançado a partir do ar. Os requisitos eram que fosse um míssil lançado do ar e que pudesse ser usado contra satélites em órbita baixa.
Em 1979 a USAF assinou um contrato com a LTV Aerospace para começar com o trabalho sobre o míssil. O projeto da LTV contemplava um míssil de vários estágios com uma cabeça buscadora de infravermelho e energia cinética.

## Lançamentos de teste

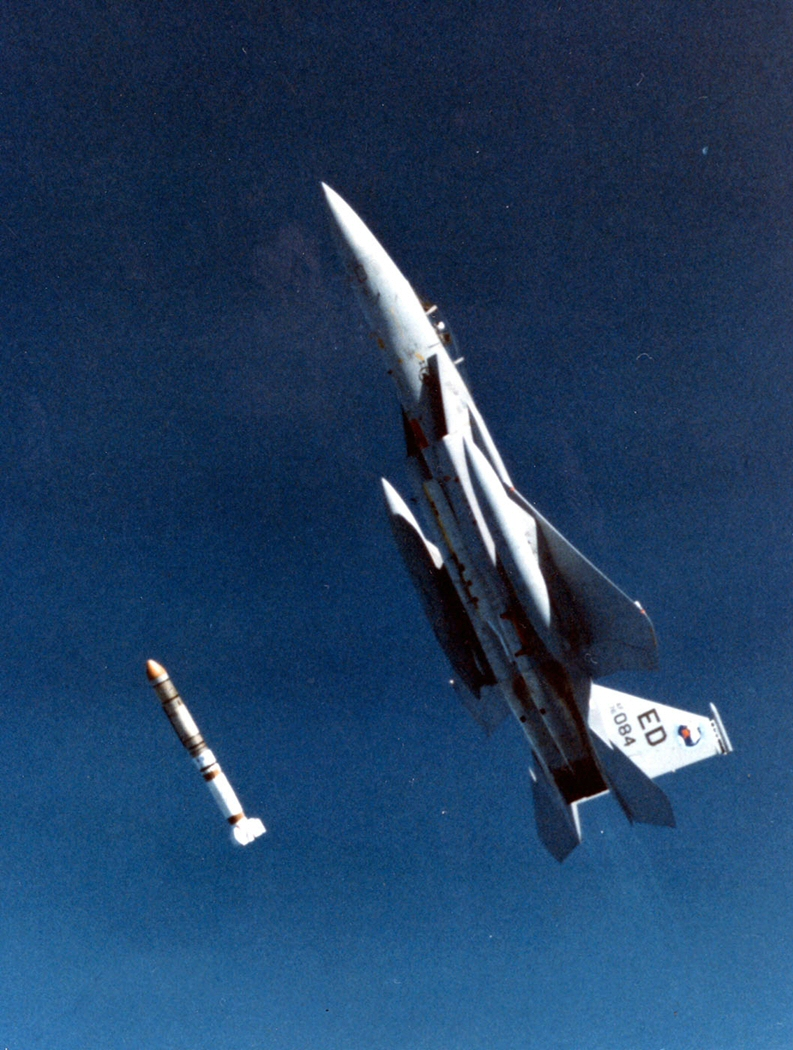
Um F-15 Eagle lançando um ASM-135 durante o teste final, que destruiria o satélite Solwind P78-1.

| Número de voo | Data                   | Descrição                                                              |
| ------------- | ---------------------- | ---------------------------------------------------------------------- |
| 1             | 21 de janeiro de 1984  | Míssil testado com sucesso sem a MHV.                                  |
| 2             | 13 de novembro de 1984 | Míssil falhou quando o MHV foi dirigido para uma estrela.              |
| 3             | 13 de setembro de 1985 | Míssil destrói com sucesso o satélite P78-1 Solwind                    |
| 4             | 22 de agosto de 1986   | Míssil testado com sucesso quando o MHV foi dirigido para uma estrela. |
| 5             | 29 de setembro de 1986 | Míssil testado com sucesso quando o MHV foi dirigido para uma estrela. |